# Eupithecia catskillata
Eupithecia catskillata là một loài bướm đêm trong họ Geometridae.